# Kaoru Mori
Kaoru Mori (jap. 森薫 Mori Kaoru; ur. 18 września 1978 w Tokio) – japońska mangaka, znana głównie z tworzenia takich tytułów jak: Shirley, Emma i Opowieść panny młodej.
Artystka tworzy również pod pseudonimem Fumio Agata (jap. 県文緒 Agata Fumio).
Jest znana nie tylko z opowiadań i stylu rysowania, ale również ze swoich niepochlebnych autoportretów, zwykle zarysu ciała i głowy. Kaoru Mori jest nieśmiała, dlatego rzadko występuje publicznie, czy osobiście udziela wywiadów.

## Twórczość
- Emma (jap. エマ Ema) – 10 tomów
- Shirley (jap. シャーリー Shārī) – ISBN 4-7577-1313-4, wydana w lutym 2003
- Shirley Madison (jap. シャーリー・メディスン Shirley Medison; prequel mangi Shirley)
- Opowieść panny młodej (jap. 乙嫁語り Otoyomegatari) – wydawana od 2009
- Sumire no hana (jap. すみれの花) – ilustracje; fabuła autorstwa Satoshiego Fukushimy

## Nagrody
| Rok  | Ceremonia                 | Typ nagrody        | Nazwa mangi           | Źródło |
| ---- | ------------------------- | ------------------ | --------------------- | ------ |
| 2005 | Japan Media Arts Festival | „Excellence Prize” | Emma                  | [ 2 ]  |
| 2014 | Manga Taishō              | Nagroda główna     | Opowieść panny młodej | [ 3 ]  |